# Industria metalmeccanica
L'industria metalmeccanica è un settore dell'industria manifatturiera che si occupa della lavorazione dei metalli e della produzione di manufatti metallici. Essa impiega prodotti semilavorati provenienti dall'industria metallurgica per realizzare beni finiti. Una parte rilevante di questo comparto è rappresentata dalla meccanica strumentale, ovvero la produzione di macchinari e impianti destinati ad altri settori produttivi, come l'industria tessile, l'agricoltura, l'edilizia o la fabbricazione industriale.

## I settori che compongono la metalmeccanica

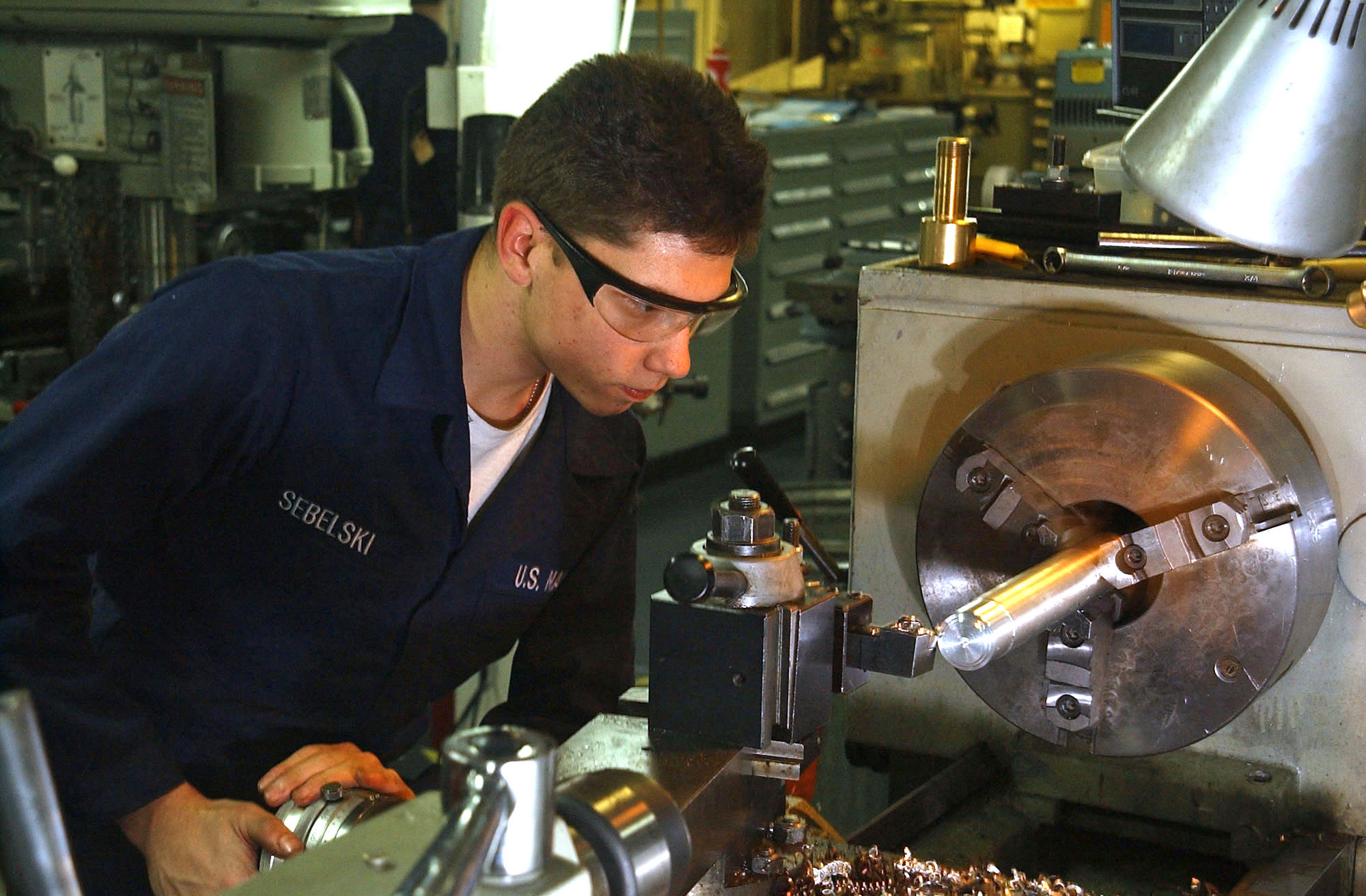
Metalmeccanico al lavoro con tornio parallelo, 2004

I settori che compongono l'industria metalmeccanica sono:
- produzione di macchinari
- produzione di utensili
- carpenteria metallica
- costruzione di navi
- costruzione di treni
- costruzione di aerei
- costruzione di elicotteri
- costruzione di autoveicoli
- costruzione di motociclette

## Statistiche
Al 2015 la produzione meccanica di tecnologie componentistica ha raggiunto il valore dei 44 miliardi di euro, caratterizzata da una crescita omogenea del valore della produzione nell'industria dei sistemi di pompaggio, della costruzione di caldaie, rubinetti, impianti di verniciatura e lavaggio.